# Баласана

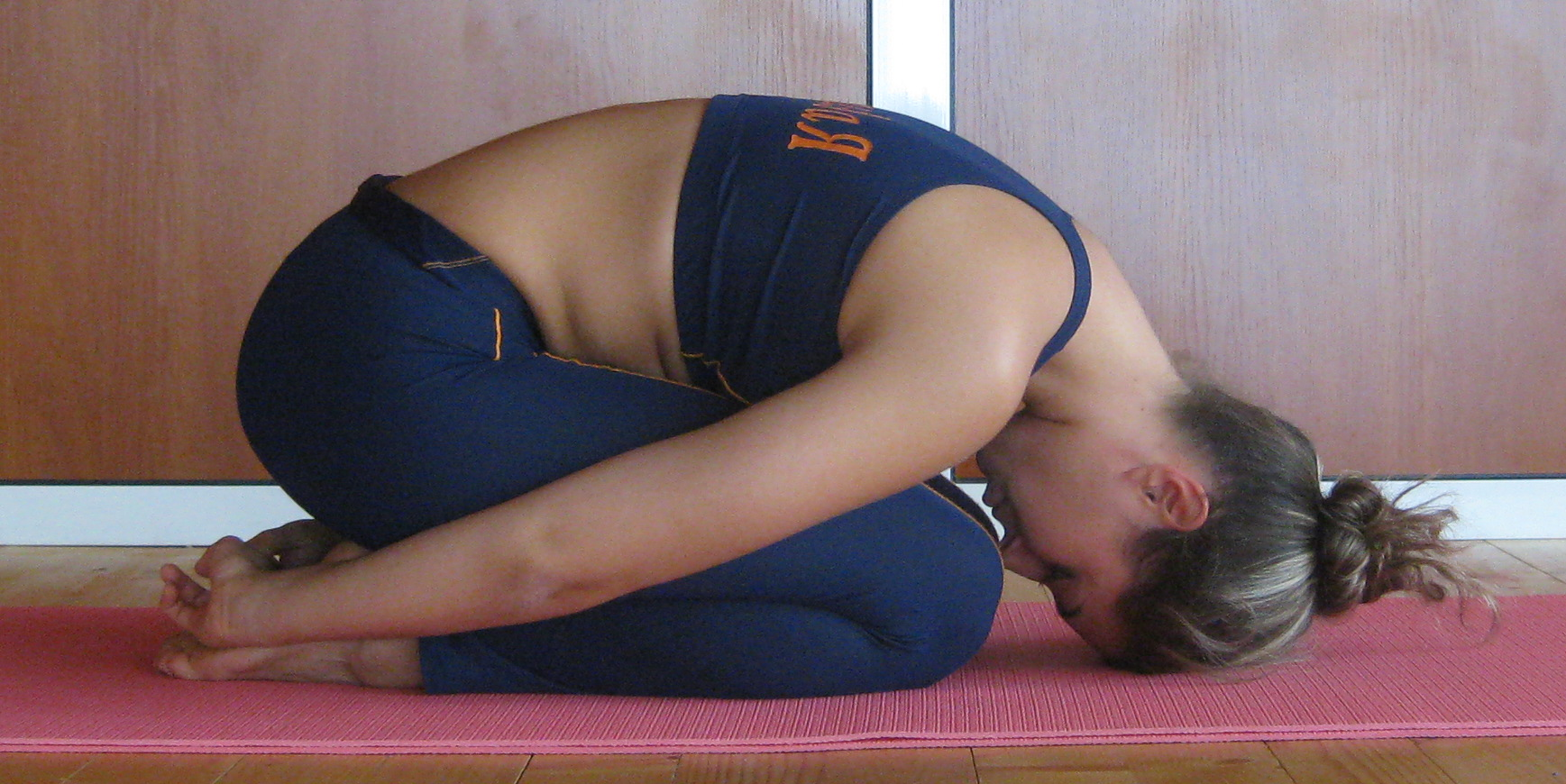
Баласана, або поза дитини

Баласана (санскр. बालासन), поза дитини, чи Поза дитини, що відпочиває виконується на колінах переважно для відпочинку перед або після інших асан, таких як Сірсасана.

## Етимологія та походження
Назва походить від санскритського слів बाल Бала, «дитина» та आसन асан, «поза» або «місце».
Баласана не була описана раніше 20 століття; подібна поза з'являється в «Початковій гімнастиці» Нільса Буха 1924 року.. Ананда Баласана зображена як Кандукасана (поза кулі) у Срітваттванідхі 19 століття.

## Опис
З положення на колінах опустіть лоб на підлогу і покладіть розслаблені руки поруч з тілом долонями вгору.

## Варіації

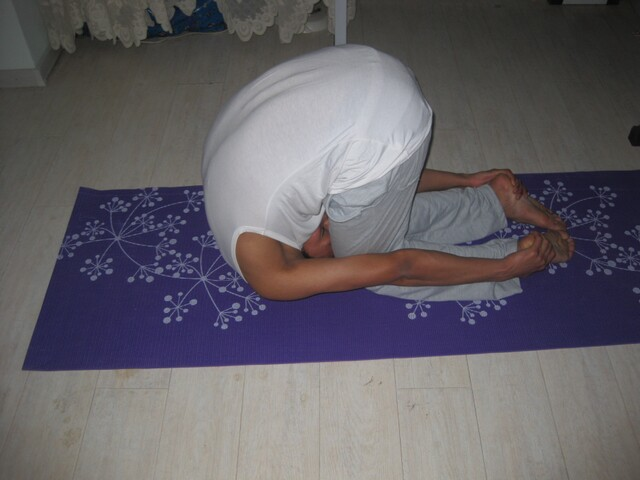
Поза кролика

За потреби, наприклад, під час вагітності коліна можна розсунути. Руки можна витягнути перед головою.
Дискомфорту у спині та сідницях під час виконання пози дитини можна уникнути, «помістивши щільно згорнуту ковдру між сідницями та п'ятами». Щоб уникнути дискомфорту у шиї та плечах, покладіть долоні під лоб.
Ананда Баласана або «Поза щасливої дитини» — це перевернута поза дитини, що виконується лежачі на спині зі стегнами по бокам тіла та зігнутмими коліна, руки тримають пальці ніг.
Уттана Шишосана або «Поза цуценя, що тягнеться» — це розтяжка, яка починається з Гоасани, потім передпліччя залишаються у вертикальному положенні. Це проміжне положення між Баласаною та Адхо Мукха Шванасаною («Поза собаки мордою вниз»).
Шасангасана (शसांगासना) або «Поза кролика» практикується в Бікрам-йозі. В цьому випадку таз піднімається вгору поки стегна не будуть вертикальними, а голова і руки спрямовуються назад до ніг, створюючи інтенсивне згинання хребта.